# Саттон (Небраска)
Саттон (англ. Sutton) — місто (англ. city) в США, в окрузі Клей штату Небраска. Населення — 1447 осіб (2020).

## Географія
Саттон розташований за координатами 40°36′24″ пн. ш. 97°52′3″ зх. д. / 40.60667° пн. ш. 97.86750° зх. д. (40.606732, -97.867575).  За даними Бюро перепису населення США в 2010 році місто мало площу 5,17 км², з яких 5,16 км² — суходіл та 0,01 км² — водойми.

## Демографія
Згідно з переписом 2010 року, у місті мешкали 1502 особи в 612 домогосподарствах у складі 414 родин. Густота населення становила 290 осіб/км².  Було 666 помешкань (129/км²).
Расовий склад населення:
| - 93,1 % — білих - 1,1 % — корінних американців - 0,3 % — азіатів - 0,1 % — чорних або афроамериканців - 4,6 % — осіб інших рас |

До двох чи більше рас належало 0,7 %. Частка іспаномовних становила 8,6 % від усіх жителів.
За віковим діапазоном населення розподілялося таким чином: 25,8 % — особи молодші 18 років, 52,6 % — особи у віці 18—64 років, 21,6 % — особи у віці 65 років та старші. Медіана віку мешканця становила 43,1 року. На 100 осіб жіночої статі у місті припадало 95,8 чоловіків;  на 100 жінок у віці від 18 років та старших — 93,4 чоловіків також старших 18 років.
Середній дохід на одне домашнє господарство  становив 61 561 долар США (медіана — 51 288), а середній дохід на одну сім'ю — 66 102 долари (медіана — 58 333). Медіана доходів становила 37 568 доларів для чоловіків та 27 738 доларів для жінок. За межею бідності перебувало 5,4 % осіб, у тому числі 2,4 % дітей у віці до 18 років та 7,8 % осіб у віці 65 років та старших.
Цивільне працевлаштоване населення становило 802 особи. Основні галузі зайнятості: освіта, охорона здоров'я та соціальна допомога — 26,1 %, будівництво — 16,2 %, виробництво — 11,7 %, роздрібна торгівля — 10,7 %.